# Allium galanthum
Variété
Classification APG III (2009)
Allium galanthum est une espèce d'oignon d'Asie de la famille des Amaryllidacées, communément appelée oignon perce-neige. Il est originaire du Xinjiang, de la Mongolie, du Kraï de l'Altaï et du Kazakhstan,.

## Habitat
Elle pousse sur les pentes sèches pierreuses et graveleuses des falaises et dans les vallées à des altitudes de 500 à 1500 mètres. On la trouve en Sibérie occidentale, Kashgar ; au Kazakhstan - régions centrale et orientale, Dzhungar Alatau, nord du Tien Shan (Zailiy Alatau, montagnes Chu-Ili). 

## Description
Allium galanthum est une plante vivace qui forme des groupes de bulbes atteignant chacun 3 cm de diamètre. Ils sont cylindriques, à base légèrement renflée ; leur tunique est brun rougeâtre, finement coriace. Les hampes florales sont épaisses, vigoureuses et font 30 à 70 cm de hauteur. Les feuilles sont tubulaires cylindriques, fistuleuses et mesurent environ la moitié de la longueur des hampes. Les ombelles sont sphériques avec un grand nombre de fleurs blanches à pédicules égaux,,,. La floraison a lieu en juin juillet et la fructification au mois d'aout.

## Utilisation
Allium galanthum est comestible et aurait des usages médicinaux,. Bien qu'aucun rapport individuel concernant cette espèce n'ait été observé, il y a eu des cas d'empoisonnement causés par la consommation, en grande quantité et par certains mammifères, de certains membres de ce genre. Les chiens semblent être particulièrement sensibles.